# 村井義治
村井 義治（むらい よしはる、1969年3月2日 - ）は、日本の空手家、格闘家。男性。大阪府枚方市出身。PRO-KARATEDO連盟 ニュージャパンキックボクシング連盟 理心塾塾長。素手顔面、金的、頭突き、パウンド、何でも有りのプロ格闘技PRO-KARATEDO達人主宰。

## 略歴
1969年、大阪府生まれ
1985年、16歳で士道館関西本部に入門
1987年、士道館総本部に移籍
1989年、士道館ストロングオープントーナメント全日本空手道選手権大会軽量級王者（オール1本勝ちで優勝）
元マーシャルアーツ日本キックボクシング連盟日本フェザー級トップランカー無敗
20歳から33歳までの13年間格闘技界から離れる。
2002年3月、PRO-KARATEDO連盟理心塾発足。
2003年、誠空会格闘空手全日本選手権無差別大会59kgで準優勝
2006年3月17日、新宿FACEでミャンマーラウェイルールで若杉成次（和術慧舟會）に5R終始圧倒するもラウェイルールによりドロー（KO以外はドロー）
2007年8月19日、ディファ有明でミャンマーラウェイライト級最強のソー・ゼー・レイと対戦。ダウンを奪い圧倒するも3Rスタミナ切れでKO敗け。
2009年7月、DEEPキック旗揚げ興行トリプルメインイベント60kg契約 3分3R ツィンダム（タイ／NJKF・誠至会）に1R 2'14''KO勝ち
2011年8月28日、武道大会PRO-KARATEDO達人I興行を開催
2012年6月17日、PRO-KARATEDO連盟 理心塾「第2回全日本格闘武術空手道選手権大会」興行を開催
2012年8月5日、武道大会PRO-KARATEDO達人II興行を開催
2013年3月17日、武道大会PRO-KARATEDO達人III興行を開催
2013年12月1日、GLADIATOR65 CMA武士道でジョンチャンジュン(CMA韓国)と総合格闘技ルールを闘い、異種格闘技戦60kg級初代王者となる。
2014年8月31日、武道大会PRO-KARATEDO達人IV興行を開催
2015年9月27日、武道大会PRO-KARATEDO達人V興行を開催
2017年12月24日、武道大会PRO-KARATEDO達人VI興行を開催

## 著作

### 書籍
「空手KO実話5発以内で確実に倒す！ 1000人を素手で倒した天才児の天下無敵の「兵法」と「心得」」
- 発売日：2015年1月25日
- 著者／編集：村井義治、フル・コム
- レーベル：BUDO-RA BOOKS
- 出版社：東邦出版

### ビデオ
「天才空手家 村井義治の実証済瞬殺テクニック」
- 発売日：2015年2月16日
- 出演：村井義治
- 販売元：フル・コム

「血風！禁断のカラテ決闘試合 PRO-KARATEDO達人！総集編」
- 発売日：2015年6月22日
- 出演／監督：村井義治
- 販売元：フル・コム